# Roh Moo-hyun
Roh Moo-hyun (tiếng Hàn: 노무현, hanja: 盧武鉉 *; Hán Việt: Lô Vũ Huyền) (1 tháng 9 năm 1946 – 23 tháng 5 năm 2009), là Tổng thống của Đại Hàn Dân Quốc nhiệm kỳ 2003-2008 và cũng là Tổng thống Hàn Quốc đầu tiên ra đời sau khi bán đảo Triều Tiên được trao trả độc lập.
Sự nghiệp chính trị trước tổng thống của Roh tập trung vào việc vận động nhân quyền cho các nhà hoạt động sinh viên ở Hàn Quốc. Sự nghiệp bầu cử của ông sau đó mở rộng sang tập trung vào việc vượt qua chủ nghĩa khu vực trong nền chính trị Hàn Quốc, đỉnh cao là việc ông được bầu làm tổng thống. Ông đã đạt được lượng người theo dõi lớn trong số những người dùng Internet trẻ tuổi, điều này đã giúp anh ấy thành công trong cuộc bầu cử tổng thống. Cuộc bầu cử của Roh đáng chú ý vì sự lên nắm quyền của một thế hệ chính trị gia Hàn Quốc mới, được gọi là Thế hệ 386 (những người ở độ tuổi ba mươi, khi thuật ngữ này được đặt ra, đã học đại học vào những năm 1980 và sinh ra ở Hàn Quốc). vào thập niên 1960). Thế hệ này từng là cựu chiến binh trong các cuộc biểu tình của sinh viên chống lại sự cai trị độc tài và ủng hộ cách tiếp cận hòa giải đối với Triều Tiên, thậm chí phải trả giá bằng mối quan hệ tốt đẹp với Hoa Kỳ. Bản thân Roh là tổng thống Hàn Quốc đầu tiên được sinh ra sau khi sự cai trị của Nhật Bản ở Triều Tiên kết thúc.
Hàn Quốc đã nhận được điểm cao nhất về Phóng viên không biên giới Chỉ số Tự do Báo chí dưới sự quản lý của ông. Giá trị của won Hàn Quốc so với Đô la Mỹ là mạnh nhất trong thời kỳ ông cầm quyền kể từ năm 1997. Nhờ đồng tiền mạnh, lần đầu tiên trong lịch sử, Hàn Quốc trở thành nền kinh tế lớn thứ 10 thế giới và vượt qua cột mốc 20.000 USD về GDP danh nghĩa bình quân đầu người trong thời gian cầm quyền của ông. Tuy nhiên, bất chấp những kỳ vọng cao vào thời kỳ đầu nhiệm kỳ tổng thống của ông, Roh vấp phải sự phản đối mạnh mẽ từ cả phe bảo thủ Đảng Đại Dân tộc đối lập và giới truyền thông, đồng thời ông thường xuyên bị buộc tội là kém năng lực. Kết quả là, nhiều chính sách của Roh, chẳng hạn như kế hoạch dời thủ đô của Hàn Quốc và kế hoạch thành lập liên minh với phe đối lập, đã đạt được rất ít tiến bộ. Vì thành tích kém về kinh tế và ngoại giao, Roh không phải là một tổng thống được lòng dân, có tỷ lệ tán thành trung bình tệ nhất từng được ghi nhận trong lịch sử chính trị Hàn Quốc. Chính sách kinh tế của ông thường bị chỉ trích vì cố chấp với một số quan điểm kinh tế lỗi thời và thất bại trong một số vấn đề sinh kế.
Sau khi rời nhiệm sở, Roh trở về quê hương Bongha Maeul. Ông điều hành một trang trại nuôi vịt và sống một cuộc sống bình thường, chia sẻ điều đó qua blog của mình. Ông cũng điều hành một trang web có tên "Dân chủ 2.0" để thúc đẩy các cuộc thảo luận trực tuyến lành mạnh. Mười bốn tháng sau, Roh bị các công tố viên nghi ngờ nhận hối lộ, và các cuộc điều tra sau đó đã thu hút sự chú ý của dư luận.
Do không chịu nỗi áp lực truyền thông, Roh đã tự vẫn vào ngày 23 tháng 5 năm 2009 bằng cách nhảy từ một mỏm núi xuống, để lại một tờ ghi nội dung từ biệt, hưởng thọ 62 tuổi. Cảnh sát đã xác nhận vụ tự vẫn này. Sự ra đi của Roh đã để lại niềm tiếc thương to lớn về vị cố Tổng thống trong sạch hiếm hoi trong lịch sử Hàn Quốc. Ông Roh được các sử gia xếp ở vị trí thứ 3 trong số các Tổng thống vĩ đại nhất Hàn Quốc (chỉ sau Park Chung-hee, người đã đưa kinh tế Hàn Quốc phát triển đỉnh cao với Kỳ tích sông Hán và người tiền nhiệm Kim Dae-jung, người đã đấu tranh cho nền dân chủ tại Hàn Quốc).

## Tiểu sử
Roh sinh ra trong một gia đình nông dân nghèo vào ngày 1 tháng 9 năm 1946, tại Làng Bongha gần Gimhae và Pusan, ở khu vực bây giờ là Đông Nam Hàn Quốc, là hậu duệ đời thứ 32 của dòng họ Roh, vốn có nguồn gốc Đông Dương, Chiết Giang. Cha mẹ ông có ba trai và hai gái, và Roh là con út trong gia đình. Năm 1953, ông nhập học trường tiểu học Dae Chang. Ông luôn nhận được điểm cao, nhưng khá thường xuyên nghỉ học để phụ giúp cha mẹ của mình. Khi đang học lớp sáu, với sự khuyến khích của giáo viên trong trường, ông đã trở thành chủ tịch của trường. Khi ông bước vào trường trung học phổ thông Jin-yeong, một cuộc thi viết đã được tổ chức để kỷ niệm sinh nhật của Lý Thừa Vãn. Roh đã cố gắng tổ chức một phong trào học sinh chống lại Lý, nhưng bị bắt và bị đình chỉ học khỏi trường.
Roh Moo-Hyun quyết định trở thành luật sư do ảnh hưởng của người anh trai từng học luật nhưng đã qua đời trong một vụ tai nạn xe hơi. Roh đã tự học để vượt qua kỳ thi luật vào năm 1975 (Hàn Quốc hiện không yêu cầu người thi luật phải tốt nghiệp cao đẳng, đại học hoặc trường luật). Năm 1977, ông trở thành thẩm phán khu vực ở Daejeon, nhưng đã nghỉ việc vào năm 1978 và trở thành luật sư.

## Sự nghiệp chính trị ban đầu
Roh tham gia chính trường vào năm 1988 khi ông được Kim Young-sam mời tham gia Đảng Thống nhất Dân chủ (Tiếng Hàn: 통일 민주당).  Cùng năm đó, ông được bầu làm thành viên của Quốc hội, đại diện cho Dong-gu, Busan. Ông đã thu hút sự chú ý của công chúng rộng rãi hơn khi kiểm tra chính phủ về các cáo buộc tham nhũng chính trị trong một phiên điều trần quốc hội.
Năm 1990, Kim Young-sam hợp nhất đảng của mình với Đảng Công lý Dân chủ để thành lập Đảng Dân chủ Tự do, tiền thân của Đảng Quốc đại, sau đó là Đảng Hàn Quốc Tự do. Roh không tham gia đảng và ông chỉ trích đó là "sự phản bội chống lại phong trào dân chủ".
Năm 1991, trước cuộc bầu cử quốc hội, Weekly Chosun đã đăng một bài báo cáo buộc rằng Roh là một chính trị gia giấu giếm sự giàu có của mình. Roh đã kiện công ty vì tội phỉ báng và giành phần thắng, nhưng ông lại thua trong cuộc bầu cử để giữ ghế Quốc hội của mình.
Bị mất ghế trong cuộc bầu cử Quốc hội năm 1992, ông sau đó tranh cử chức thị trưởng Busan vào năm 1995, nơi ông lại thất bại. Ngay sau cuộc bầu cử, Kim Dae-jung thành lập Đại hội Quốc gia vì Chính trị Mới, nhưng Roh không tham gia. Năm 1996, ông tranh cử ghế Hội đồng Jung-gu ở Seoul, thua một Tổng thống tương lai khác, Lee Myung-bak. 

## Tổng thống (2003-2008)

### Năm đầu tiên

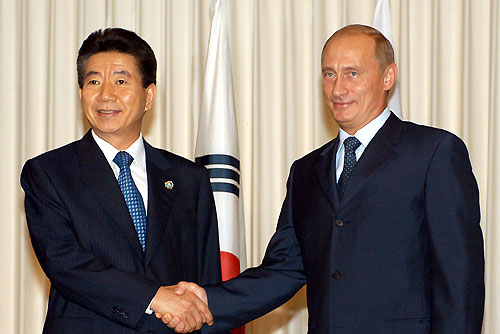
Roh và Tổng thống Nga Vladimir Putin tại Hội nghị APEC ở Bangkok, Thái Lan năm 2003

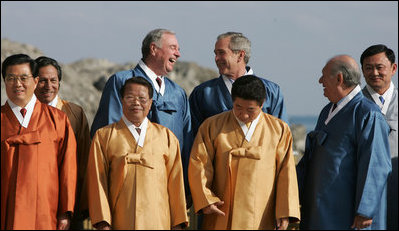
Roh chủ trì Hội nghị APEC 2005, Busan, Hàn Quốc

Roh gọi chính quyền của mình là "Chính phủ tham gia", và nhập văn phòng với ý định giới thiệu một chương trình nghị sự mới đầy tham vọng.  Các mục tiêu chính sách đối với chính quyền Roh bao gồm việc tiếp tục thực hiện Chính sách Ánh dương đối với Bắc Triều Tiên, việc thành lập Hàn Quốc như một trung tâm kinh doanh ở Đông Bắc Á, mở rộng phúc lợi xã hội, theo đuổi "phát triển quốc gia cân bằng" để giúp đỡ các khu vực kém phát triển, xóa bỏ tham nhũng, cải cách hệ thống giáo dục và thuế, cải cách lao động - quan hệ quản lý, cải cách phương tiện thông tin đại chúng, và nhắc lại mối quan hệ với Hoa Kỳ và Nhật Bản.
Vì chính sách chống tham nhũng trong chính phủ của ông đã bao gồm nhiều cải cách hành chính, ông đã phải đối mặt với sự phản đối cao. Trong quá trình cải tổ công tố, để giải quyết sự chống đối, ông đề nghị một diễn đàn truyền hình. Các công tố viên khẳng định rằng Roh đã bổ nhiệm các vị trí chính của văn phòng công tố mà không tham khảo ý kiến của ủy ban nhân sự, và Roh đã trả lời rằng "Bản thân các thành viên hiện tại của ủy ban nhân sự đại diện cho cơ quan công tố cũ sẽ duy trì việc truy tố cũ ít nhất vài tháng." Ba tháng sau nhiệm kỳ Tổng thống của mình, ông bình luận về vấn đề của phe đối lập, nói rằng "Tôi lo lắng phe đối lập rằng có thể tôi không thể tiếp tục nhiệm kỳ Tổng thống trong khi tôi đã nắm được nhiều như vậy." Nhận xét đó đã được trích dẫn một phần bởi các phương tiện truyền thông bảo thủ, ('Tôi không thể tiếp tục nhiệm kỳ Tổng thống') và Roh bị bao vây bởi sự hoài nghi về khả năng và kinh nghiệm của mình. Roh đã khiến chính quyền của mình trở nên nghiêm khắc với một số chính sách mạo hiểm và các biện pháp nhằm khám phá và tiết lộ tên của con cháu của các cộng tác viên Nhật Bản.  Các cuộc điều tra, bị các đảng đối lập chỉ trích là một phương tiện bí mật để tấn công họ, và đến quá muộn để đưa ra biện pháp khắc phục thực chất, hầu hết dẫn đến thiệt hại cho chính đảng viên của ông.
Cũng trong năm đầu tiên nắm quyền, Roh đã công bố Lộ trình chính sách Hiệp định Thương mại Tự do của Hàn Quốc. Roh đã thúc đẩy thành công các hiệp định thương mại tự do bất chấp sự phản đối trong nước từ khu vực bầu cử cánh tả truyền thống của ông (những người đã tố cáo nó là "tân tự do") và nhiều nhóm khác nhau (đặc biệt là nông dân) phản đối việc mở cửa thị trường.

### Đảng Uri và sự luận tội
Roh và những người ủng hộ ông rời Đảng Dân chủ Thiên niên kỷ vào năm 2003 để thành lập một đảng mới, Đảng Uri (열린우리당; dịch nghĩa đen: ""Our Open Party""). Ngay trước cuộc bầu cử Quốc hội, Roh đã lên tiếng ủng hộ Đảng Uri, đảng đã vi phạm kỹ thuật các quy định của Hiến pháp quy định tính công bằng của tổng thống. Sau khi Roh từ chối xin lỗi, dẫn đầu bởi các đảng đối lập chiếm đa số, Quốc hội đã bỏ phiếu luận tội ông vì tội bầu cử bất hợp pháp vào ngày 12 tháng 3 năm 2004. Cuộc bỏ phiếu là 193–2 (các thành viên Đảng Uri bỏ phiếu trắng). Những người ủng hộ Roh đã ngăn chặn hành động này trong ba ngày trong trận chiến mở rộng và phải bị nhân viên bảo vệ lôi ra ngoài. Quyền hành pháp của Roh bị đình chỉ trong khi chờ quyết định cuối cùng của Tòa án Hiến pháp, và Thủ tướng Goh Kun điều hành đất nước với tư cách là Quyền Tổng thống.
Nỗ lực luận tội Roh của Quốc hội phần lớn bị công chúng phản đối. Từ ngày 12 tháng 3 năm 2004 đến ngày 27 tháng 3, cuộc biểu tình phản đối đề nghị luận tội được dẫn đầu bởi "phong trào công dân xóa bỏ tham nhũng". Theo cảnh sát, chỉ riêng ngày 13/3 đã có 50.000 người tụ tập biểu tình.
Mặc dù mức độ nổi tiếng của Roh dao động ở mức khoảng 30%, cuộc luận tội được coi là một cuộc tranh giành quyền lực chống lại cải cách chính trị và sự lựa chọn của người dân, và mức độ nổi tiếng của Roh đã tăng lên ngay sau cuộc bỏ phiếu luận tội Roh của quốc hội. Kết quả của Bầu cử quốc hội tháng 4 năm 2004 cho thấy sự ủng hộ của công chúng dành cho ông, với việc Đảng Uri giành được đa số ghế.
Vào ngày 14 tháng 5 năm 2004, Tòa án Hiến pháp đã hủy bỏ quyết định luận tội, khôi phục chức vụ tổng thống cho Roh. Sau sự việc, Roh gia nhập đảng Uri với tư cách thành viên, chính thức đưa đảng Uri trở thành đảng cầm quyền. Đây là lần đầu tiên một đảng tự do giành được đa số trong Quốc hội.

### Sau luận tội

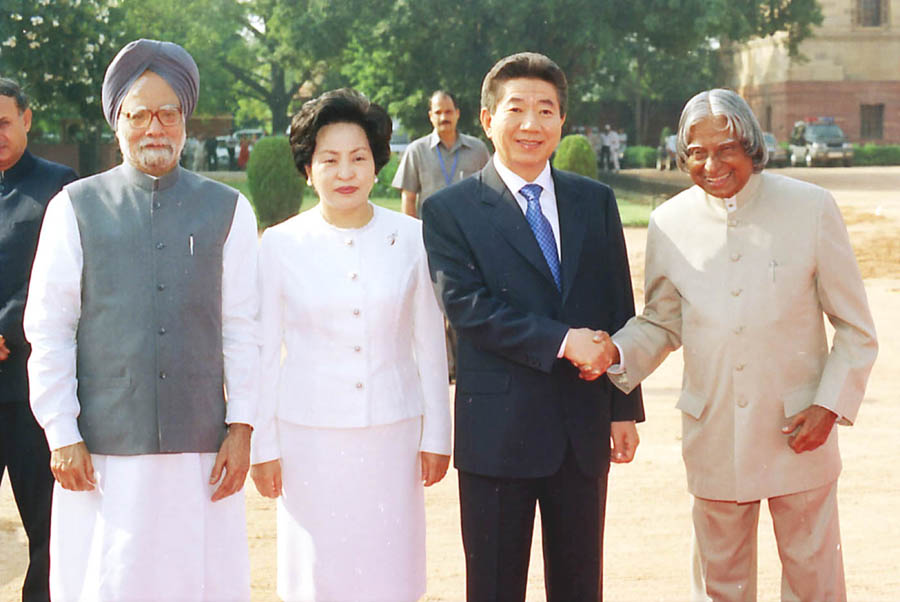
Roh và vợ Kwon Yang-sook ở Ấn Độ với Manmohan Singh và A.P.J Abdul Kalam năm 2004

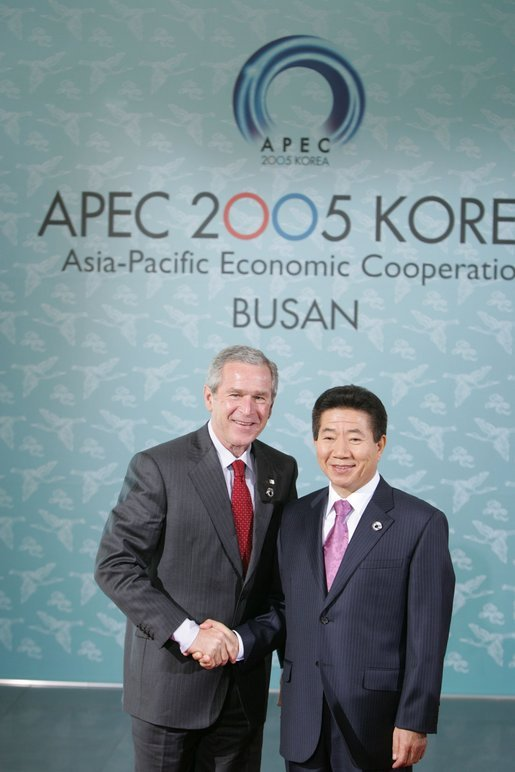
Roh và Tổng thống Hoa Kỳ George W. Bush tại Hội nghị APEC tại Busan năm 2005

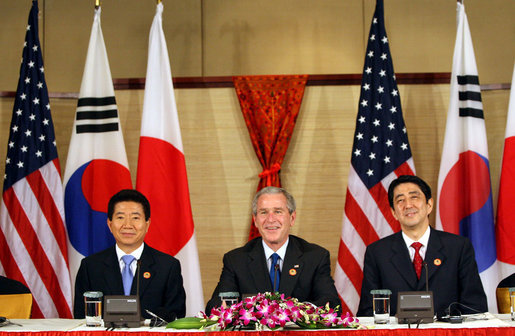
Roh Moo-hyun cùng với Thủ tướng Nhật Bản Abe Shinzo và Tổng thống Hoa Kỳ George W. Bush tại APEC 2006 tại Hà Nội, Việt Nam.

Là một phần trong chiến dịch phát triển quốc gia cân bằng nhằm đảo ngược sự tập trung của cải ở Seoul, Roh cũng theo đuổi kế hoạch di dời thủ đô cách đó 100 dặm đến Tỉnh Chungcheong Nam, bề ngoài là để giảm bớt tắc nghẽn. Roh đã đưa ra lời hứa này trong chiến dịch tranh cử của mình và theo đuổi việc thực hiện nó, mặc dù đã thuyết phục được một số cử tri bên ngoài khu vực Chungcheong về lợi ích của việc di chuyển. Sau nhiều tranh cãi, Tòa án Hiến pháp đã bác bỏ kế hoạch của Roh bằng cách ra phán quyết rằng việc di dời thủ đô là vi hiến vì nó 'đi ngược lại phong tục phải được coi là hiến pháp', do đó giáng một đòn mạnh vào vị thế chính trị của Roh. Kế hoạch của Roh sau đó đã được sửa đổi thành việc tạo ra một "thủ đô hành chính", mặc dù kế hoạch này vẫn chưa hoàn thành. Vấn đề về "thủ đô hành chính" được đề xuất vẫn còn gây tranh cãi kể từ năm 2010 trong kế hoạch cho Thành phố Sejong, bản chất chính xác của nó tiếp tục là một vấn đề gây chia rẽ về mặt chính trị ngay cả trong Đảng Quốc Đại cầm quyền.
Với những tranh cãi liên quan đến vốn, nhận thức về sự thờ ơ và quản lý yếu kém của người dân đối với nền kinh tế đã gia tăng. Mặc dù xuất khẩu đạt mức kỷ lục và nền kinh tế tăng trưởng, tốc độ tăng trưởng vẫn tụt hậu so với chính quyền trước đó và phần còn lại của thế giới, trong khi nền kinh tế trong nước trì trệ. Đồng thời các quy định ngày càng phổ biến, vốn đầu tư rút khỏi đất nước, Tỷ lệ thất nghiệp (đặc biệt là ở giới trẻ) gia tăng, sinh viên giàu có đổ xô ra nước ngoài khi hệ thống giáo dục trì trệ và giá nhà đất ở Seoul tăng vọt vượt xa tầm với của người dân bình thường. Roh đáp lại bằng cách bác bỏ những lời chỉ trích là "sự lừa gạt trắng trợn" và ca ngợi những thành tựu của chính phủ trong việc tăng cường khả năng cạnh tranh quốc gia, củng cố nền kinh tế. Thái độ có phần ung dung này đã khiến Đảng Uri của ông phải chịu thất bại liên tiếp trong Quốc hội, trước khi sụp đổ. Sự không được lòng dân của Roh đã trở thành gánh nặng cho đảng của ông, và cần phải có một đảng mới để tách khỏi anh ta. Do đó, Đảng Uri sẽ được cải tổ và đổi tên thành Đảng Dân chủ, và hiện là đảng đối lập chính trong Quốc hội.
Những lời hứa ban đầu đầy tham vọng của Roh là đưa Hàn Quốc trở thành trung tâm kinh doanh quốc tế ở châu Á. đã mờ nhạt ngay sau cuộc bầu cử của ông. Thay vào đó, Hàn Quốc dưới thời Roh phải hứng chịu dư luận tiêu cực trong cộng đồng doanh nghiệp nước ngoài do các cuộc điều tra truy tố về việc mua bán Ngân hàng Korea Exchange của Quỹ Lone Star, thúc đẩy các nhà đầu tư nước ngoài cùng các đối tác trong nước rời khỏi đất nước. Khi giá nhà đất tăng vọt, để ngăn chặn bong bóng đầu cơ như khủng hoảng bong bóng giá tài sản Nhật Bản, Roh đã đưa ra thêm 1 ~ 3% thuế tài sản đối với bất động sản vượt quá 600 triệu won (khoảng 600.000 USD).</ref>Fackler, Martin (ngày 18 tháng 12 năm 2007). "Home Prices in South Korea Stalling at a High Point". The New York Times. Truy cập ngày 23 tháng 5 năm 2009.</ref> Điều này đã làm chậm bong bóng kinh tế phát nổ một cách hiệu quả, nhưng chính sách này vấp phải sự phản đối mạnh mẽ từ những người giàu nhất, những người phải nộp thuế cao hơn. Đồng thời, Roh cũng tăng chi tiêu phúc lợi lên 18% một năm và tăng mạnh chi tiêu bằng cách tăng quy mô của nền công vụ lên hơn 95.700 người được tuyển dụng mới, tương đương khoảng 60 người mỗi ngày. Sự chỉ trích về kỷ luật lỏng lẻo trong lực lượng công vụ và cảnh sát rất cao trong chính phủ của ông.
Phần còn lại của nhiệm kỳ của Roh được đặc trưng bởi một số chiến dịch được theo đuổi với mức độ thành công và hoàn thành khác nhau. Một trong những chiến dịch thành công hơn (ít nhất là trong nhiệm kỳ của ông) là việc Roh theo đuổi FTA với Hoa Kỳ, được ký kết vào tháng 4 năm 2007 sau nhiều tháng đàm phán bởi Kim Hyun-jong, Thứ trưởng Thương mại.

## Nghỉ hưu
Sau khi rời nhiệm sở, Roh trở về sống tại làng Bongha, một ngôi làng nhỏ ở quê hương ông. Điều này đánh dấu sự phá vỡ với tiền lệ trước đây, nơi các cựu Tổng thống nghỉ hưu tại những ngôi nhà được bảo vệ nghiêm ngặt ở Seoul. Bongha – một ngôi làng với 121 người – đã trở thành một điểm thu hút khách du lịch lớn do sự hiện diện của Roh.

## Qua đời và quốc tang
Roh Moo-Hyun được tìm thấy bị thương nặng vào sáng ngày 23 tháng 5 năm 2009 sau khi nhảy từ 45 mét (150 ft) vách đá được biết đến với cái tên Bueong'i Bawi (Mỏm đá Con Cú) phía sau ngôi nhà của ông ở ngôi làng quê hương Bongha. Ông bị chấn thương nặng ở đầu và được đưa bằng ô tô đến bệnh viện Seyoung gần đó lúc 7:20 sáng và chuyển đến Bệnh viện Đại học Busan vào khoảng 8:15 sáng (và qua đời vào khoảng 9:30 sáng (00:30 GMT). Cảnh sát điều tra đã bác bỏ các thuyết âm mưu xung quanh cái chết của Roh. Theo cảnh sát, Roh đã bật máy tính của mình và gõ một bức thư tuyệt mệnh viết vội.
Báo cáo của cảnh sát nói rằng trong bức thư tuyệt mệnh ông đã xin lỗi vì đã khiến "quá nhiều người đau khổ" và muốn hỏa táng thi thể của mình.
Tôi mang nợ với quá nhiều người. Họ đang phải chịu thống khổ vì tôi.  Tôi không thể bắt đầu hiểu được vô số nỗi thống khổ trên đường. Phần còn lại của cuộc đời tôi sẽ chỉ là gánh nặng cho những người khác. Tôi đã gây ra quãng thời gian khó khăn cho quá nhiều người. Tôi không thể đọc được sách. Đừng quá buồn. Chẳng phải sự sống và cái chết đều là lẽ tự nhiên của loài người sao? Vậy nên đừng nuối tiếc. Hãy hỏa thiêu tôi. Và hãy đặt một bia mộ nhỏ của tôi ở gần nhà. Tôi từ lâu đã nghĩ về điều đó.

Tổng thống thứ 8, Kim Dae-jung, tuyên bố rằng "Tổng thống Roh Moo-hyun yêu người Hàn Quốc hơn bất kỳ Tổng thống nào khác [...] Trong cuộc điều tra bất công, ông ấy đã phải chịu đựng tất cả các loại sỉ nhục, sỉ nhục, lừa dối và phỉ báng, mà khiến ông ấy không còn lựa chọn nào khác ngoài việc tự sát trước người đồng hương để chứng tỏ mình vô tội." Tổng thống thứ 10, Lee Myung-bak, tuyên bố rằng "tin tức này thực sự không thể tin được và gây đau buồn sâu sắc." Ngoài ra, ông còn nói việc cố Tổng thống Roh Moo-hyun tự sát là một "bi kịch của dân tộc." Bộ trưởng Tư pháp Kim Kyung-han cho biết vụ án tham nhũng chống lại ông sẽ chính thức được khép lại.  Tuy nhiên, ông không cho biết liệu gia đình cựu Tổng thống có tiếp tục bị điều tra hay không.
Lễ quốc tang được tổ chức từ ngày 23 tháng 5 năm 2009 đến ngày 29 tháng 5 năm 2009. Tang lễ bắt đầu từ quê hương của ông, làng Bongha. Thi hài ông được đưa đến Seoul cùng một đoàn xe cùng gia đình di chuyển để tổ chức lễ truy điệu tại Gyeongbokgung. Sau đó, thi hài được hỏa táng tại Suwon, Gyeonggi-do và tro cốt được chôn cất tại quê nhà của ông theo đúng di nguyện của ông trong bức thư tuyệt mệnh.
Vụ tự sát của Roh kéo theo vụ tự sát của một số nhân vật cấp cao bị điều tra tham nhũng ở Hàn Quốc trong những năm gần đây, bao gồm cả cựu thư ký của Thủ tướng Kim Young-chul, cựu thị trưởng Busan Ahn Sang-Young (người đã tự sát khi ở trong tù), Park Tae-young, cựu thống đốc của tỉnh Jeolla, và Chung Mong-hun, cựu giám đốc điều hành Hyundai.  Bản thân Roh từng bị góa phụ của cựu giám đốc Daewoo E&C Nam Sang-Guk kiện vì bị cáo buộc đưa ra những bình luận phỉ báng khiến chồng bà phải nhảy cầu. Vụ tự sát của Roh diễn ra sau đó vào năm sau đó là vụ tự sát của một chính trị gia khác, Thị trưởng của Yangsan, người đang bị điều tra tham nhũng.

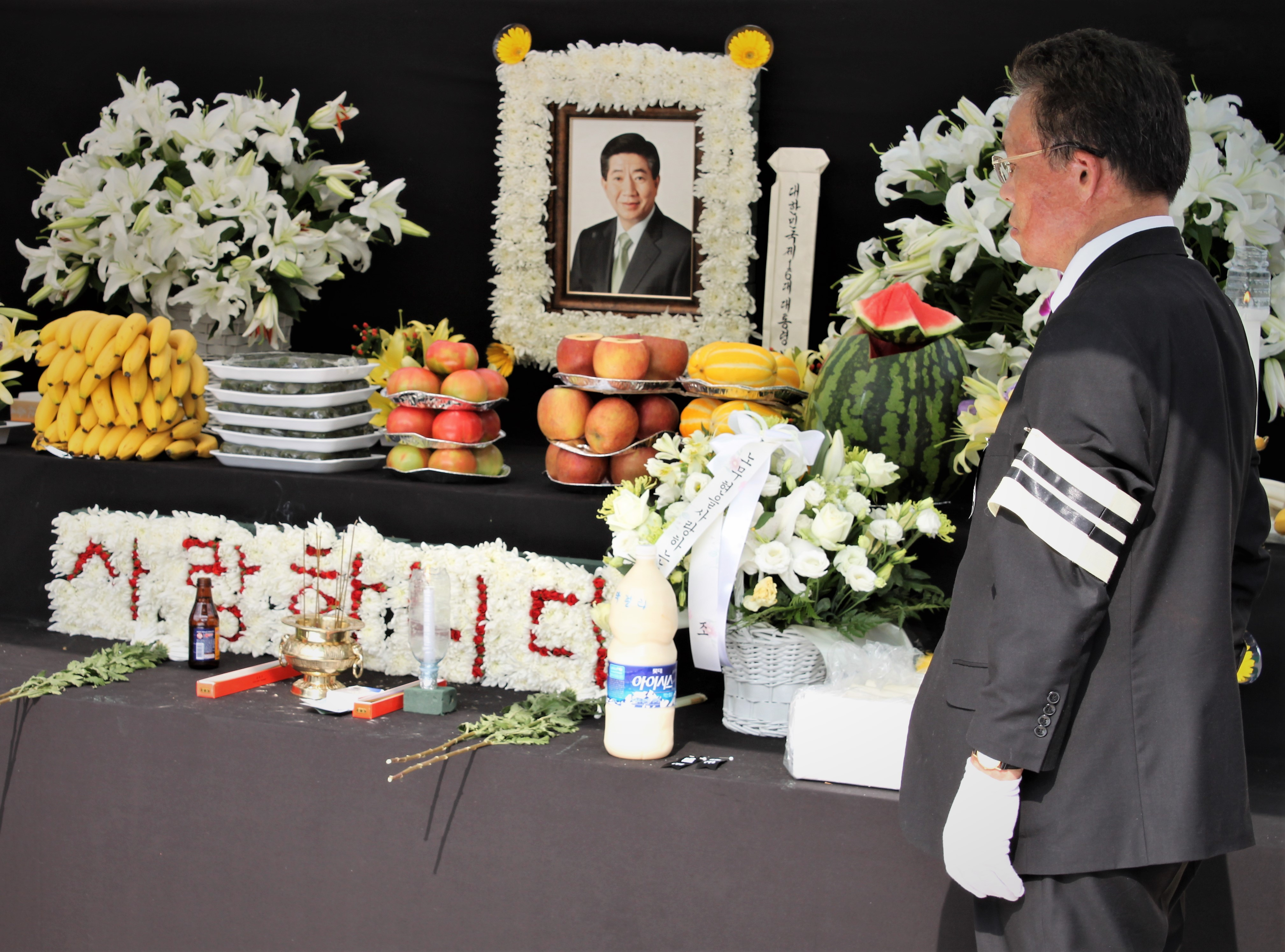
Bàn thờ tưởng niệm Roh ở vỉa hè được dựng bên vỉa hè đường từ Tòa thị chính Seoul vào ngày 8 tháng 7 năm 2009.

Lễ tang công khai của Roh được tổ chức theo các nghi thức Phật giáo và Công giáo. Hàng trăm nghìn người ủng hộ đã bày tỏ sự kính trọng của họ trong các đền tưởng niệm được dựng lên khắp đất nước, cũng như Tổng thống Lee Myung-bak và nhiều chính trị gia nổi tiếng khác. Các cuộc biểu tình bạo lực lẻ tẻ ở Seoul ngay sau lễ tang dẫn đến việc 72 người bị giam giữ.
Vụ tự sát của Roh dẫn đến sự chuyển biến tích cực đột ngột trong nhận thức trong nước đối với cố Tổng thống, khiến Kim Dong-gil, một trong những nhân vật bảo thủ nhận xét: "Làm thế nào mà ông ấy có thể trở thành một vị thánh ngay lập tức sau khi tự sát?" Nhận thức về một cuộc điều tra quá mức về những sai lầm được cho là không phù hợp của Roh đã thúc đẩy sự ủng hộ đối với Đảng đối lập (bản thân nó được thành lập khi Roh khi đó không được yêu thích khiến nó trở thành trách nhiệm liên quan đến ông), tạo cho họ đủ đòn bẩy để yêu cầu Tổng thống Lee Myung-bak xin lỗi về "có động cơ" điều tra mà họ cho rằng đã gây ra cái chết của Roh, và kỷ luật những người chịu trách nhiệm. Sự ủng hộ dành cho đảng đối lập tăng lên 28,3%, vượt qua Đảng GNP cầm quyền ở mức 23,5%. Đảng Dân chủ cũng quyết định ngăn chặn việc khai mạc Quốc hội dự kiến cho đến khi chính phủ Lee Myung-bak nhận trách nhiệm về vụ tự sát của Roh. Công tố viên trưởng trong vụ án nhận hối lộ của Roh cũng từ chức. Một năm sau khi Roh qua đời, cuốn tự truyện của ông được xuất bản bởi các nghiên cứu sinh chính trị và cá nhân của ông.  Dựa trên những cuốn sách trước đây của Roh, bản nháp chưa xuất bản, ghi chú, thư từ và các cuộc phỏng vấn, nó theo sát cuộc đời của Roh từ khi sinh ra cho đến khi ông mất.
Ông mất khoảng 3 tháng trước khi cựu Tổng thống Kim Dae-jung qua đời vào ngày 18 tháng 8 năm 2009 vì hội chứng rối loạn chức năng đa cơ quan.  Cựu Thủ tướng Han Myung-suk và những người khác cho rằng cuộc điều tra vụ án tham nhũng dẫn đến cái chết của ông Roh là hành động trả thù chính trị và giết người của Tổng thống Lee.

## Hình ảnh

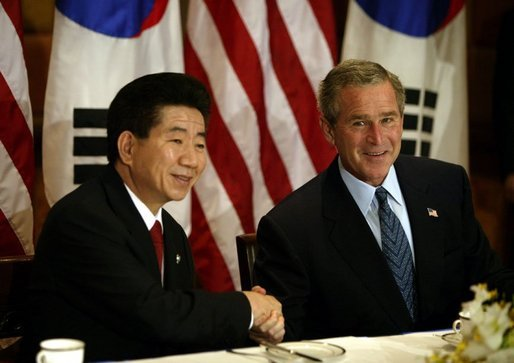
Tổng thống Roh Moo-hyun và Tổng thống Hoa Kỳ George W. Bush, tháng 10 năm 2003
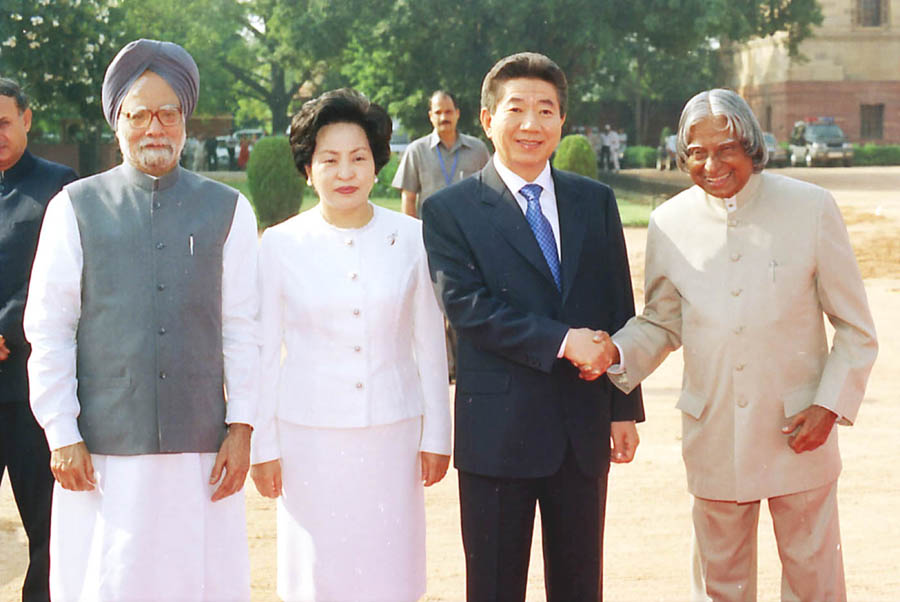
Tổng thống Hàn Quốc Roh Moo-Hyun và phu nhân được Tổng thống APJ Abdul Kalam và Thủ tướng Manmohan Singh tiếp đón tại Lễ đón tại New Delhi vào ngày 05 tháng 10 năm 2004
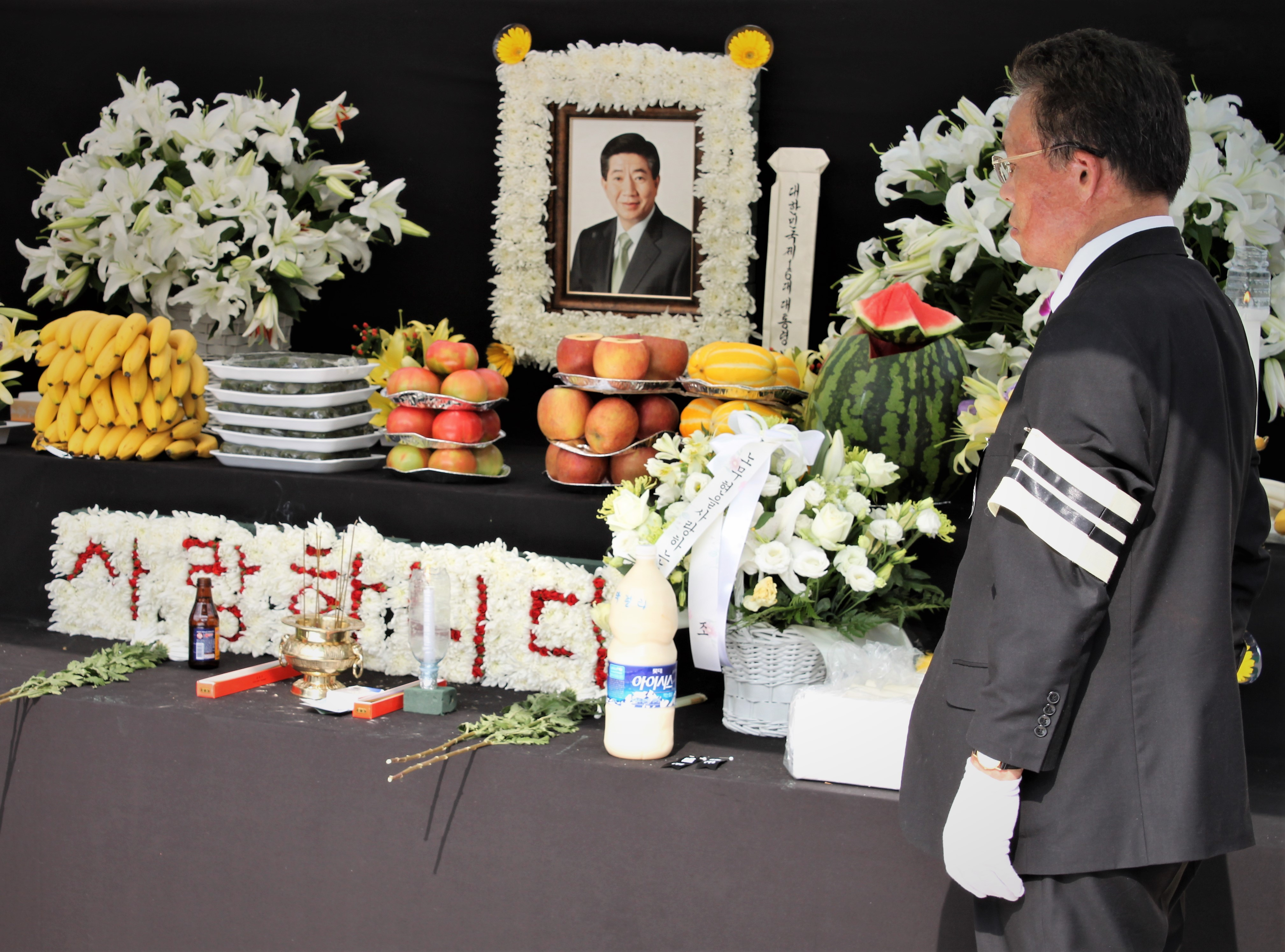
Bàn thờ của Tổng thống Roh trên đường phố từ Tòa thị chính Seoul vào ngày 10 tháng 7 năm 2009.